# 國史館
國史館是中華民國政府的最高史政機關，為總統府直屬機構，以修纂國家歷史、史料整理、史料文物採集，以及行憲以來歷任已卸職之總統、副總統文物管理為主要任務。
國史館於1947年在南京成立，1957年在臺灣復館。由於1949年中國大陸易幟，部分中華民國政府史料及檔案保留在中国第二历史档案馆及南京中国近代史遗址博物馆。

## 沿革

### 大陸時期

#### 臨時政府及北京政府時期
民國元年（1912年），中华民国临时政府在南京成立。1912年3月17日，胡汉民、黄兴等97人联名具呈临时大总统孙中山，请设國史院，编纂《中华民国建国史》；孙中山在批轉請設國史院呈文時表示赞同，并且指出“民国开创，为神州空前之伟业；不有信史，何以照耀宇内、昭示方来”。
半个月后，临时政府迁往北京，临时大总统为袁世凯。1912年12月11日，袁世凯任命王闿运为國史馆馆长，并且在12月29日公布了原南京临时政府拟订的《国史馆官制》。但是延至1914年5月25日，国史馆才正式宣告成立，6月17日在北京後王公廠開馆。1914年冬，王闿运离京回湘，袁世凯于1915年1月9日任命王的弟子杨度为国史馆副馆长，代理馆务，此后杨度为倡议帝制，国史馆馆事停滞不前。1917年4月19日，段祺瑞政府以经费拮据为由，将国史馆停办。1917年6月并入北京大学，在文科中国史学门内附设国史编纂处，由北京大学校长蔡元培兼任国史编纂处主任。1919年6月，大总统徐世昌以“国史有关制作仅由学校附设机关，不足以昭郑重”为由，于1919年8月30日由国务院公布《国史编纂处简章》，使国史编纂处改为直隶国务院，“掌编纂国史并征集保存关于国史之一切材料”，以国务院参事涂凤书兼任国史编纂处处长，以王树枬任总编纂。1927年9月21日，张作霖组织的安国军政府颁布《国史馆制》，恢复国史馆。1928年，随着张作霖在北伐战争中倒台，安国军政府覆灭，国史馆也随之停擺。

#### 國民政府時期
1931年8月，國民政府内政部、教育部呈准行政院设立国史馆筹备處，并公布了《国史编纂处组织规程》，规定该处受内政部、教育部指挥监督，负责筹备国史馆。1934年1月，邵元冲、居正等人在中國國民黨四届四中全会上提出“从速重设”国史机关的提案。4月28日，行政院制定《整理国史及档案办法》。6月1日，行政院、中央研究院、教育部、内政部共同草拟了《国立档案总库筹备处组织章程草案》。11月2日，设立「行政院档案整理处」，由行政效率研究会筹备处主任兼任行政院档案整理处处长，统一各院、部、会整理档案办法，为筹设国立档案库与国史馆奠定基础。1935年3月，行政院档案整理处成立，但是不足半年便因行政院经费困难而遭裁撤。
1939年1月，国民党五届五中全会會中张继、吴敬恒、邹鲁等13人又提出建立档案总库、筹设国史馆的提案。1940年2月1日，国史馆筹备委员会在重庆李子坝成立，张继、邹鲁、叶楚伧、邓家彦、胡毅生、王伯群、杨庶堪7人任委员，张继任主任委员。筹委会下设：总干事、副总干事及一、二两组。第一组负责设计国史体例和史料整理方法、起草有关法规并采访事宜；第二组负责文书、会计、庶务等事项。1946年9月，国史馆筹备委员会自重庆迁至南京，张继等人提议将国史馆筹备委员会改为国史馆，经国防最高委员会会议通过，并经立法院审议，完成了相关的立法手续。1946年12月23日，国民政府公布《国史馆组织条例》。

#### 行憲政府初期
1947年1月20日，國史館在南京正式開館，張繼與但燾任正、副館長；國防部史料局亦告成立，吳石任局長:8270，國史館直属国民政府，馆内设有三处二室：史料处（内分档案科、图书科）、征校处（内分时政科、实录科、征集科、校对科）、总务处、会计室、人事室。此外还设有两个非常设机构：史料审查委员会、国史体例商榷委员会。另外还设有纂修、协修、助修各若干人，负责中华民国史编纂事宜。1948年5月，改隶总统府。
当时，国史馆和國防部史料局都是参与中华民国史编纂工作的重要机构。1946年6月，國防部成立，同时成立國防部史料局（局長吳石）。1947年4月，國防部史料局更名為國防部史政局，吳石仍任局長。1949年，因第二次國共內戰配合戰鬥內閣縮編人員，國防部史政局縮編為國防部史政處。1957年7月，國防部史政處再度擴編為國防部史政局。1973年5月1日，國防部史政局與國防部編譯局合併為國防部史政編譯局。後來國防部史政編譯局縮編，改爲國防部史政編譯室。
1948年第二次国共内战末期，国史馆将馆藏重要档案360箱、重要图书86箱、国史馆所编史稿20箱运往上海。1949年除夕前夜，国史馆副馆长但焘等十余人离馆赴上海。携已运到上海的464箱档案资料迁往广州，后迁桂林、重庆等地。中国人民解放军攻占四川前夕，国史馆未及撤出，馆务乃告停顿。

1949年4月23日，中国人民解放军攻占南京；原国史馆由中国人民解放军南京市军事管制委员会文教接管委员会接管，后来移交南京市人民政府文教局代管。1950年底，政务院文化教育委员会决定在南京设立史料整理处。
1951年1月23日，中国科学院近代史研究所研究员王可风等人会同南京市文教局、中国科学院南京办事处的负责人，在南京市淮海路31号（原国史馆办公地址）完成了接收原国史馆的交接手续；共接收原国史馆员工37人，档案290,881宗、8,457捆、177箱、14橱，图书杂志6,547册、348捆，房屋155间。
1951年2月1日，中国科学院近代史研究所南京史料整理处在淮海路31号正式成立。中国科学院近代史研究所南京史料整理处是中国第二历史档案馆的前身。

### 臺灣時期
1949年中華民國政府遷臺，因久無館長主持館務，國史館檔案人員大多未能隨政府遷來臺灣，國史館業務暫由國民黨黨史史料編纂委員會代行。1957年，國史館在臺灣復館，初設於臺北縣新店鎮（今新北市新店區，新店館區）。
1973年3月5日，行政院秘書處《臺(六十二)檔字第一八八一號函》通報行政院各機關，「各機關大陸運臺舊檔案及在臺已失時效案卷、文牘，移送國史館珍藏」。
2002年1月1日，臺灣省文獻委員會改隸國史館，更名為國史館臺灣文獻館。2006年11月10日，交通部搬離臺灣總督府交通局遞信部舊址，改由國史館使用。2007年11月，國史館加入中華民國博物館學會甲種會員。
2010年4月29日，國史館本部遷入臺灣總督府交通局遞信部舊址。2010年10月10日，國史館本部一樓成立總統副總統文物館。12月，國史館因為舉辦「民國百人誌」網路票選活動，在投票選項列入中國共產黨政治人物包含毛澤東與鄧小平，而引發政治爭議，館長林滿紅因此請辭。
2016年8月1日，《國史館館藏檔案史料開放應用要點》施行，國史館檔案典藏由完全開放更改為僅對具備中華民國國籍僑民及部分外國人開放，並採審查預約制，引發學界連署反對。

## 組織架構
- 館長
  - 副館長
    - 主任秘書

### 內部單位
- 修纂處
- 審編處
- 集處
- 秘書處
- 人事室
- 主計室
- 政風室

### 附屬機關
- 臺灣文獻館

## 歷任館長
北洋政府時期
| 姓名   | 就職時間       | 備註           |
| ------ | -------------- | -------------- |
| 王闓運 | 1912年12月11日 | 未就職         |
| 蔡元培 | 1917年4月      | 國史編纂處處長 |
| 涂鳳書 | 1919年9月      | 國史編纂處處長 |
| 柯劭忞 | 1927年9月21日  |                |

國民政府時期
| 姓名 | 就職時間       | 卸任時間       | 備註 |
| ---- | -------------- | -------------- | ---- |
| 張繼 | 1946年12月18日 | 1947年12月15日 |      |

行憲後
| 姓名   | 就職時間      | 卸任時間       | 備註                 |
| ------ | ------------- | -------------- | -------------------- |
| 戴傳賢 | 1948年6月5日  | 1949年2月12日  | 因病未就職，後身故。 |
| 居正   | 1949年4月12日 | 1951年11月23日 |                      |

在臺復館後
| 姓名   | 就職時間      | 卸任時間       | 備註                                                 |
| ------ | ------------- | -------------- | ---------------------------------------------------- |
| 羅家倫 | 1957年6月29日 | 1969年2月26日  | 中國國民黨黨史委員會主任委員暫代                     |
| 黃季陸 | 1968年8月26日 | 1984年6月6日   |                                                      |
| 朱匯森 | 1984年6月6日  | 1990年9月19日  |                                                      |
| 瞿韶華 | 1990年9月19日 | 1995年3月16日  |                                                      |
| 潘振球 | 1995年3月16日 | 2000年4月1日   |                                                      |
| 張炎憲 | 2000年5月20日 | 2008年5月19日  |                                                      |
| 林滿紅 | 2008年5月20日 | 2010年12月15日 | 回任中央研究院近代史研究所研究員；離任後由劉寶貴代理 |
| 呂芳上 | 2011年1月20日 | 2016年5月19日  |                                                      |
| 吳密察 | 2016年5月20日 | 2019年2月13日  | 轉任國立故宮博物院院長；離任後由何智霖代理           |
| 陳儀深 | 2019年7月10日 | 現任           |                                                      |

## 相關議題

### 組織改造
由於現今已較少國家是由官方主導寫史，國史館的定位受到不少質疑。隨著國家發展委員會檔案管理局的成立，有政治人物建議將國史館併入檔案管理局。2017年12月15日，民主進步黨立法委員段宜康表示，國史館是中華民國最荒唐機關，「什麼時代了，竟還有官方修史」，他將於立法院提案修法將國史館併入檔案管理局；國史館館長吳密察表示，自由民主時代的確不宜再官方修史，先進國家都有層級夠高的檔案館，檔案管理局與國史館合一是可考慮方向。
2018年3月14日，時代力量立法委員林昶佐於立法院提案修改《國家發展委員會檔案管理局組織法》，將國史館併入檔案管理局。
2021年2月24日，國立東華大學教授施正鋒表示，國民黨與民進黨執政下的國史館都有政黨立場，這是讓大家無法信任的原因。

### 臉書內容惹議
2022年8月7日，國史館臉書粉絲專頁發表文章稱，前台灣憲法學會理事長許慶雄日前在國史館線上講堂的演講內容指出，聯合國與國際社會都認定中華民國已經由北京政府代表、繼承。文章引發爭議，國民黨質疑許慶雄演講內容是否為總統兼民主進步黨主席蔡英文意見。同日深夜，國史館館長陳儀深發出聲明稿表示，兩蔣時代的中華民國與故總統李登輝以後的中華民國是「同名異物」，許慶雄演講當天他有當場表達不同意見，許慶雄演講內容不代表國史館主張。台灣民眾黨立法院黨團幹事長張其祿說，國史館直屬總統府，是國家行政機關，並非如陳儀深所說是學術機構。民主進步黨立法院黨團書記長陳歐珀說，國史館對演講者論述要有基本了解，不當發言模糊了國史館功能，國史館有必要檢討。

## 著名館藏
- 中華民國憲法：1947年制定憲法本文時完成的第一本憲法紙本。
- 日本國向同盟國投降書：1945年9月2日，由各國政要親筆簽字的文本，僅有2件，分別由美、日收藏。本件係由徐永昌將軍代表中華民國收庋之降書照相副本，根據美國藏本製作，見證中華民國抗日戰爭勝利及與同盟國結盟參與二戰之珍貴文獻。
- 中華民國訓政時期約法：係中華民國在行憲之前的訓政時期，所頒行的最高法典。是法於1931年5月12日由國民會議制定，同年6月1日由國民政府公布施行。
- 孫文手繪民生主義圖手稿：1924年1月23日孫文繪製，展現了孫文擘劃的三民主義哲學體系，認為民生主義的內涵遠較社會主義、共產主義和集產主義為廣，可以達成民有、民治、民享的理想社會。

## 外部連結
- （繁體中文）國史館* 國史館的Facebook專頁
- （繁體中文）國史館數位典藏計畫
- （繁體中文）國史館數位資料檢索首頁
- （繁體中文） （页面存档备份，存于）
- （繁體中文）（英文）國史館臺灣文獻館（页面存档备份，存于）